# Enter Air
Enter Air är ett polskt flygbolag baserat i Warzawa som flyger semester- och charterflyg från polska och andra europeiska flygplatser.
Bolaget grundades 15 oktober 2009 och genomförde sin första kommersiella flygning 25 april året därpå. Enter Air samarbetar med stora researrangörer i Polen och flyger huvudsakligen från Polen till populära resmål. 

## Flotta
I december 2018 bestod Enter Airs flotta av följande flygplan:
| Flygplan         | Antal | Order | Passagerare | Noteringar |  |
| ---------------- | ----- | ----- | ----------- | ---------- |  |
| Boeing 737-800   | 24    | —     | 189         |            |  |
| Boeing 737 MAX 8 | 2     | —     | 189         |            |  |
| Totalt           | 26    | 0     |             |            |  |